# Centrerat triangeltal
Centrerat triangeltal är ett centrerat polygontal som representerar en triangel med en punkt i mitten, och som byggs vidare av punkter kring den. Centrerade triangeltal för n ges av formeln:
{\displaystyle {3n^{2}+3n+2 \over 2}}
Följande bild visar uppbyggnaden av de första centrerade triangeltalen: Vid varje steg är det tidigare centrerade triangeltalet, i rött, omgiven av en triangel av nya punkter, i blått.
De första centrerade triangeltalen är:
1, 4, 10, 19, 31, 46, 64, 85, 109, 136, 166, 199, 235, 274, 316, 361, 409, 460, 514, 571, 631, 694, 760, 829, 901, 976, 1054, 1135, 1219, 1306, 1396, 1489, 1585, 1684, 1786, 1891, 1999, 2110, 2224, 2341, 2461, 2584, 2710, 2839, 2971, … (talföljd A005448 i OEIS)
Varje centrerade triangeltal från 10 och framåt är summan av tre konsekutiva reguljära triangeltal. Varje centrerat triangeltal har också en rest av 1 vid division med 3 och kvoten (om positiv) är det föregående reguljära triangeltalet.

## Centrerade triangelprimtal
Centrerade triangelprimtal är centrerade triangeltal som är primtal. De första centrerade triangelprimtalen är:
19, 31, 109, 199, 409, … (talföljd A125602 i OEIS)
(Motsvarande till n är: 3, 4, 8, 11, 16, …)